# Земс, Йохан
Йохан Земс (нидерл. Johan Sems) — нидерландский картограф, инженер и землемер, специализировавшийся в создании намывных территорий.

## Биография
Родился в 1572 году в семье Сэма Эйсбрандта и Класгена Адрианса. В 1581 году его отец поступил в Лейденский университет، а в 1584 году покончил жизнь самоубийством в результате чрезмерного употребления алкоголя.
В 1600 году он, вместе с Яном Петерсоном работал над учебником «Practijck des lantmetens», который был опубликован Виллемом Блау. В 1602 году Семс стал землемером во Фрисландии. Год спустя он составил подробную карту Леувардена, которую напечатал Питер Баст.

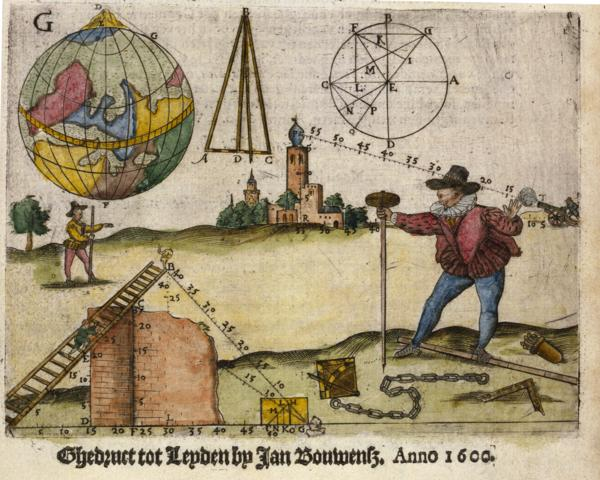
Practijck des lantmetens (1600)

С 1604 по 1608 год он руководил строительством фортов в Буртанже, Делфзейле и Беллингведде. Примерно в 1610 году он переехал в Бунде.
В 1616 году Семс участвовал в строительстве системы каналов от Кристиансхавна до Амагера, но вернулся в 1618 году, чтобы урегулировать пограничные споры в Тер-Апеле с провинцией Дренте. В 1621 году он вернулся на новую федеральную территорию.
В 1623 году Семс был в Гронингене и в том же году опубликовал свою книгу «Основы арифметики» в Эмдене.  Примерно в это же время он был также назначен мастером плотины Бундернойланда. В 1625 году его польдер недалеко от Бредштедта снова был разрушен штормом.
В 1626 году ему было поручено нарисовать карту области к северу от Питербюрена, а два года спустя он работал над строительством крепости в Вестервольде. Однако со временем, он все чаще попадал в финансовые затруднения, так что с 1629 по 1632 год его имущество были конфисковано.  Он умер в 1635 году после того, как некоторое время работал над укреплениями в Голландской Бразилии.